# 2-Methyl-1-nitroanthrachinon
2-Methyl-1-nitroanthrachinon ist eine chemische Verbindung aus der Gruppe der Anthrachinonderivate.

## Eigenschaften
2-Methyl-1-nitroanthrachinon ist ein gelber kristalliner Feststoff, der praktisch unlöslich in Wasser ist.

## Verwendung
2-Methyl-1-nitroanthrachinon wurde als Zwischenprodukt zur Herstellung von Anthrachinonfarbstoffen verwendet.

## Regulierung
Über den Safe Drinking Water and Toxic Enforcement Act of 1986 besteht in Kalifornien seit 1. April 1988 eine Kennzeichnungspflicht für Produkte, die 2-Methyl-1-nitroanthrachinon enthalten.